# Nóż wojskowy wz. 69
Nóż wojskowy wz. 69 – wojskowy nóż narzędziowy polskiej konstrukcji z głownią sprężynowo otwieraną w bok. Konstrukcja specjalnego noża wojskowego powstała w końcu lat sześćdziesiątych XX wieku w Wojskowym Instytucie Technicznego Uzbrojenia (WITU). Autorami projektu byli oficerowie Ryszard Szydłowski i Henryk Adamczyk.
Nóż może służyć do wykonywania różnorodnych czynności np.:
- piłowania drewna lub metalu;
- dziurawienia opon, zbiorników oraz powłok gumowych;
- wkręcania i wykręcania wkrętów;
- wiercenia otworów w drewnie i tynku;
- obciskania spłonek;
- zapalania lontów prochowych i materiałów łatwopalnych.